# درس التشريح للدكتور ديجمان (لوحة)
درس التشريح للدكتور ديجمان (بالهولندية: De anatomische les van Dr. Deijman) هي لوحة زيتية مجزأة من عام 1656 بريشة الرسام الهولندي رإمبرانت، وهي صورةٌ جماعية تُظهر تشريح الدماغ عبر الدكتور جان ديجمان (1619-1666). دمّر جزءٌ كبيرٌ من اللوحة في حريقٍ عام 1723 وأُعيد رسمها لاحقًا إلى أبعادها الحالية، على الرغم من أنَّ الرسم التمهيدي يوضح المجموعة الكاملة. اللوحة الآن في متحف أمستردام.

## خلفية

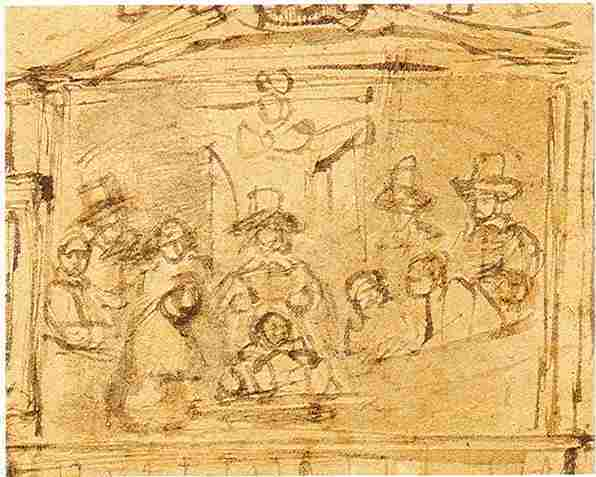
الرسم التمهيدي للوحة يظهر الشخوص التي أختفت بسبب الحريق.

تم رسم الصورة بواسطة رإمبرانت في عام 1656، بتكليف من نقابة الجراحين في أمستردام. في الأصل، كان ارتفاع اللوحة حوالي 2.45 مترًا وعرضها ثلاثة أمتار. مثلت الدكتور جان ديجمان وثمانية جراحين رئيسيين خلال درس في علم التشريح. كانت اللوحة من أهم أعمال الرسام. تم تدمير جزء كبير من اللوحة في حريق عام 1723 ثم تم تقصير اللوحة إلى أبعادها الحالية. نجا ثلاثة شخصيات ووجهان فقط. يوضح الرسم التمهيدي المجموعة بأكملها.

## جان ديجمان (الجراح)
جان ديمان (1619-1666) طبيب هولندي. ولد في أمستردام، بعد دراسته في لايدن، وتخرج فيها قبل أن يستقر في أمستردام. كطبيب أكاديمي، تم تفويضه لإجراء العمليات الداخلية، على عكس الجراحين في ذلك الوقت. من عام 1653 إلى عام 1655، كان مفتشًا صحياً في أمستردام. في عام 1655، تم تعيينه مساعدًا لصمويل كوستر، والذي خلفه عام 1662.

## نقابة الجراحين

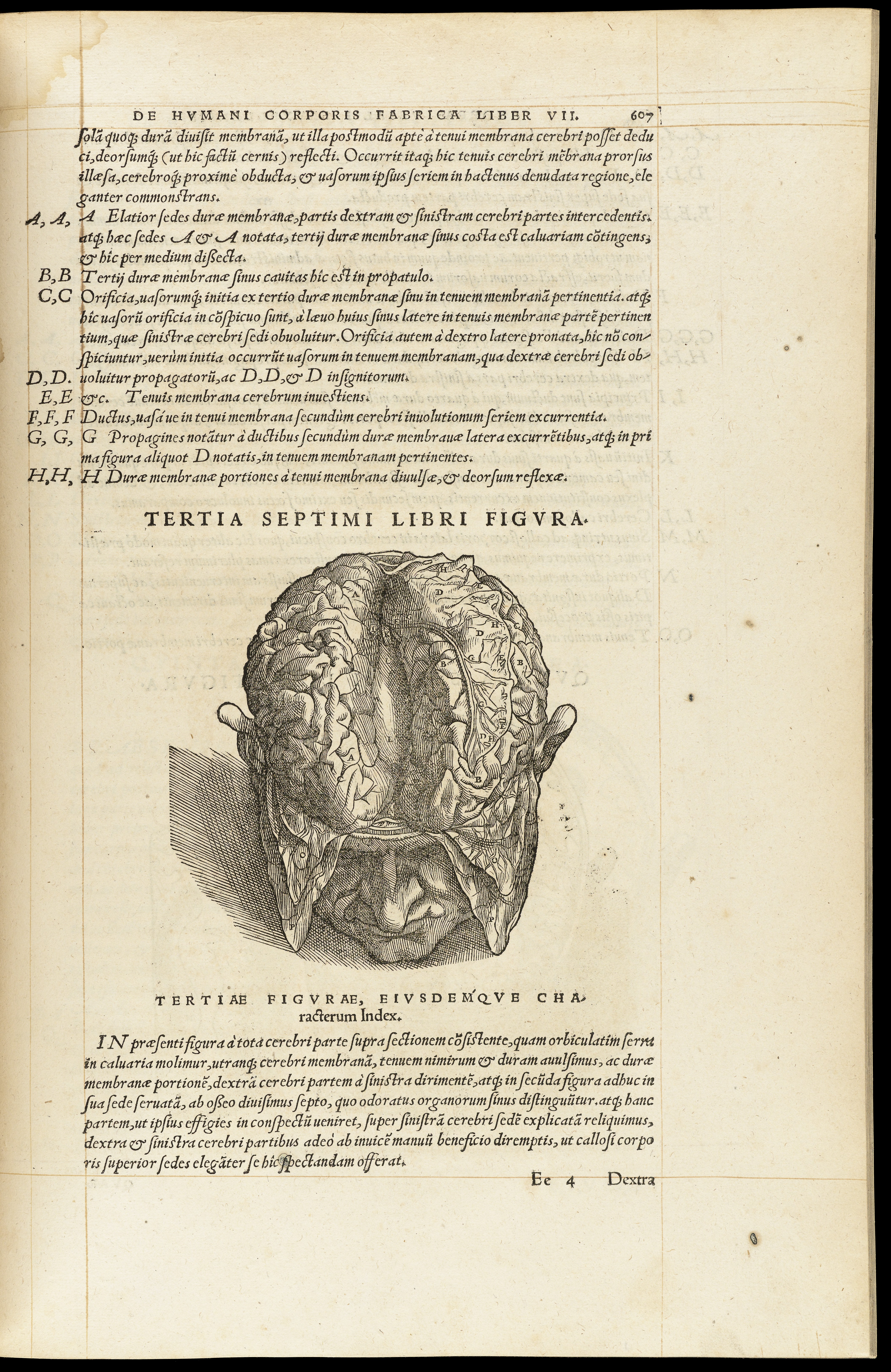
رسم مخطط لتشريح الدماغ من كتاب بنية جسم الإنسان من تأليف عالم التشريح البلجيكي أندرياس فيزاليوس.

بصفته المختار، المعين من قبل المدينة، ديجمان مسؤول عن تدريب ومراقبة الجراحين وطلابهم. يمارس الجراحون، القريبون من الحلاقين، نشاطًا حرفيًا وليس ممارسة طبية. أكثر أعمالهم شيوعًا هي قص الشعر والحلاقة. يمارسون مهنتهم في كشك. يمكنهم علاج الأمراض الخارجية وإجراء العمليات الجراحية البسيطة. تركز دروس المحافظ مرتين في الأسبوع على علم العظام وعلم الحيوان وعلم وظائف الأعضاء والجراحة. تعقد النقابة درسًا عامًا في علم التشريح مرة واحدة سنويًا، حيث يقوم النائب الأولي بتشريح جثة مجرم تم إعدامه. لم تكن فصول التشريح متاحة فقط لأعضاء النقابة، ولكن أيضًا للجمهور الخارجي. ربما يكون أول درس علني لـ جان ديجمان في نقابة الجراحين في عام 1656 هو أصل اللوحة التي تم تقديمه بواسطة رإمبرانت.

## جوريس فونتين (الجثة)
جوريس فونتين (1634-1656)، الملقب بـ «جان الأسود» (زوارتي جان)، من فلاندرز. تدرب كخياط وعمل لمدة ثلاث سنوات ونصف في شركة الهند الشرقية الهولندية. بعد عودته إلى فلاندرز، في أكتوبر 1653، أهدر ميراث أمه وأصبح جانحا. في نهاية عام 1655، تم القبض عليه متلبسا في عملية سطو في أمستردام. حُكم عليه بالشنق في 27 يناير 1656 وأُعدم بعد يومين. المسدس الذي استخدمه أثناء السرقة معروض فوق رأسه في أللوحة «لتنوير الآخرين». بعد ذلك، تم توفير جثته للجراحين لمدة ثلاثة أيام لتدريبهم، ثم دُفن في 2 فبراير.

## وصف الجزء المحفوظ من اللوحة
تُظهر اللوحة جان ديمان، الذي لم نعد نستطيع رؤية وجهه، وهو يقوم بتشريح دماغ «جوريس فونتين» مجرم تم إعدامه شنقًا. يساعد جان ديمان الجراح جيسبرت كالكوين (1621-1664)، رئيس نقابة الجراحين، الذي يقف على اليسار. ربما كان القصد من القماش الأسود الذي يوضع على ذراعه هو تغطية الموتى بين جلسات التشريح. بدأ التشريح، وفقًا للعرف، من الأحشاء واستمر إلى الجمجمة، التي يحملها كالكوين في يده. السحايا مرئية، والخطوة التالية هي الجزء الأفقي من الدماغ. ديمان لديه ملقط في يده. يمكن رؤية الدماغ العاري باللون الأحمر الداكن. البطن، مفتوح على مصراعيه، الرجل الميت ذو الملامح الثقيلة لا يمكن فهمه بشكل صارم. يد الجثة مستلقية على كتاب. تم تصوير أللوحة بمنظور قصير للغاية، مما يمنح المشاهد إحساسًا بالوقوف في مواجهة طاولة التشريح. تشبه هذه اللوحة لوحة رثاء المسيح بريشة أندريا مانتينيا، والذي كان سيعرفه رإمبرانت من خلال النقوش.

## الرسام

رإمبرانت

رإمبرانت هرمنسزون فان راين رسام هولندي ولد في لايدن عام 1606 وتوفي عام 1669 م، استقر في مدينة أمستردام منذ سنة 1631 م. نظرا للقوة التعبيرية الكبيرة التي تتميز بها أعماله ولوحاته الشخصية، بالإضافة إلى معرفته العلمية بنظريات الضوء والظلال، وكذلك القيم الإنسانية النبيلة لأفكاره وتأملاته الشخصية حول مصير الجنس الإنساني، كل هذه العوامل جعلته يعد ضمن كبار أساتذة فن الرسم الغربي. كان له أثناء حياته شأن كبير، واشتهر أيضا بأعماله عن طريق الرسم بماء الذهب (الأشجار الثلاثة، قطع المائة فلوران النقدية؛ يسوع يُبشر الناس).
أهم أعماله هي لوحته لدرس التشريح مع الدكتور تولب والمشاهدة الليلة وهي لوحات متعددة الشخصيات كان قد برع في إضفاء الحياة عليها. وقد تأثر بالفنان كارفاجيو وروبنز لكنه استخدم تأثيرات الضوء ووضع الألوان بحرية ليبرر الحالة العاطفية والنفسية.